# خوان غارسيا (منافس ألعاب قوى)
خوان غارسيا هو منافس ألعاب قوى كوبي، ولد في 5 نوفمبر 1945.

## وصلات خارجية
- خوان غارسيا على موقع أوليمبيديا (الإنجليزية)